# متقاطع‌نمای صوت
متقاطع‌نمای صوت (انگلیسی: Audio crossover) نوعی فیلتر الکترونیکی است که فرکانس‌های صدا را به دو یا چند رده صوتی تبدیل می‌کند تا صدا توسط بلندگوهای مخصوص آن رده صوتی بازپخش شود.